# Karel Petráček
Podplukovník Karel František Petráček (15. února 1893 Smíchov – 24. května 1943 Věznice Plötzensee) byl československý legionář, důstojník a odbojář z období druhé světové války popravený nacisty.

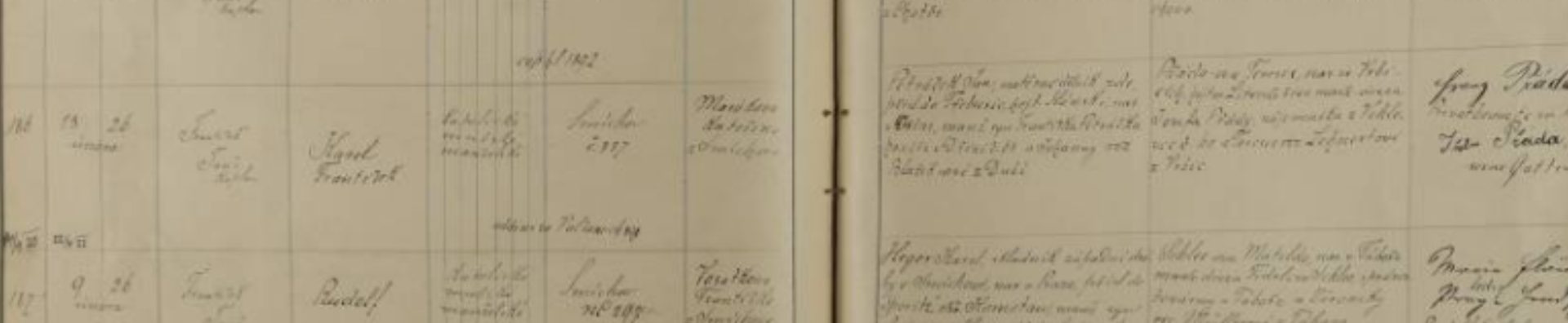
Matriční záznam o narození a křtu

## Život
Karel Petráček se narodil 15. února 1893 na pražském Smíchově. Vystudoval umělecko-průmyslovou školu a stal se litografem a kreslířem. Byl členem Sokola. Po vypuknutí první světové války byl odeslán na ruskou frontu, kde již 24. června 1914 padl v hodnosti vojína do zajetí. Přihlášku do Československých legií podal v Darnici, zařazen byl 19. července 1916. Dosáhl hodnosti majora a po návratu do Československa pokračoval v kariéře vojáka z povolání. Své působení v ní ukončil v hodnosti podplukovníka. Po německé okupaci v březnu 1939 vstoupil do protinacistického odboje konkrétně do Obrany národa. Za tuto činnost byl zatčen gestapem, dne 18. ledna 1943 odsouzen lidovým soudem k trestu smrti a 24. května téhož roku popraven gilotinou v berlínské věznici Plötzensee.